# Merkmalstruktur
Eine Merkmalstruktur ist eine abstrakte hierarchische Struktur, die der Darstellung sprachlicher Eigenschaften und Dependenzen dient. Merkmalstrukturen werden in einigen linguistischen Formalismen verwendet, z. B. in der Head-driven Phrase Structure Grammar und der lexikalisch-funktionalen Grammatik.
Merkmalstrukturen bestehen aus einer Menge von Paaren, die jeweils einen Merkmalsnamen und einen zugeordneten Wert enthalten. Diese Werte wiederum können zwei verschiedene Erscheinungsformen haben:
- Sie können atomar sein, also nicht weiter zerlegbar sein und einen einzelnen Wert darstellen.
- Sie können aber auch komplex sein. In diesem Fall werden sie durch eine weitere, untergeordnete Merkmalstruktur dargestellt.

Merkmalstrukturen werden in der Regel durch Attribut-Wert-Matrizen dargestellt. Ein Beispiel für eine Merkmalstruktur, die eine Person modelliert, ist hier als Attribut-Wert-Matrix dargestellt:
{\displaystyle {\begin{bmatrix}\mathrm {NACHNAME} &Mustermann\\\mathrm {VORNAME} &Max\\\mathrm {ADRESSE} &{\begin{bmatrix}\mathrm {STRASSE} &Hauptstr.1\\\mathrm {PLZ} &12345\\\mathrm {ORT} &Neustadt\end{bmatrix}}\end{bmatrix}}}
Die dargestellte Person hat also die drei Merkmale "Nachname", "Vorname" und "Adresse". Die ersten beiden Merkmale sind atomar, das letzte ist komplex und verweist auf eine neue Merkmalstruktur, die die Adresse durch die Angabe von "Straße", "PLZ" und "Ort" genauer beschreibt.
Merkmalstrukturen können mit speziellen Relationen wie beispielsweise der Subsumtion bezüglich ihres Informationsgehalts verglichen werden. Außerdem können sie miteinander unifiziert werden. Das bedeutet, dass die in zwei Merkmalstrukturen enthaltenen Informationen in einer neuen Merkmalstruktur vereinigt werden. Wenn die Ausgangsstrukturen allerdings nicht kombinierbare Angaben machen, dann schlägt die  Unifikation (Unifikationsgrammatik) fehl.

## Linguistisch motivierte Unifizierung
Mittels Unifizierung wird in der formalen und angewandten Linguistik oft Kongruenz abgebildet. Da die Unifizierung assoziativ und kommutativ ist, kann man problemlos auch kompliziertere Fälle von Kongruenz behandeln, wie z. B. verdoppelte Objekte im Makedonischen.
Im Satz ја читам книгата "(ich) lese das Buch" kongruiert das proklitische Pronomen in Genus und Numerus mit dem bestimmten Substantiv, das zum direkten Objekt des Verbs wird. Sähen die (vereinfachten) Merkmalstrukturen der einzelnen Wörter folgendermaßen aus
{\displaystyle {\begin{bmatrix}\mathrm {LEMMA} &toj\\\mathrm {POS} &pron\\\mathrm {CASE} &acc\\\mathrm {NUMBER} &sg\\\mathrm {GENDER} &fem\end{bmatrix}}}
{\displaystyle {\begin{bmatrix}\mathrm {LEMMA} &cita\\\mathrm {POS} &verb\\\mathrm {TENSE} &pres\\\mathrm {NUMBER} &sg\\\mathrm {PERSON} &1\end{bmatrix}}}
{\displaystyle {\begin{bmatrix}\mathrm {LEMMA} &kniga\\\mathrm {POS} &noun\\\mathrm {DEF} &1\\\mathrm {NUMBER} &sg\\\mathrm {GENDER} &fem\end{bmatrix}}}
würden die folgenden Unifizierungsschemata die syntaktische Struktur des Satzes erstellen:
- P.case = acc & V.obj.gender = P.gender & V.obj.number = P.number & V.obj.def = true & V.objlc = P
- V.obj = N

Würde man die obigen Gleichungen beispielsweise in Prolog interpretieren, entstünden alle Syntaxbäume des Satzes. Das Attribut objcl (klitisches Objekt) ist nicht linguistisch motiviert, sondern verhindert, dass zwei proklitische Pronomina für ein direktes Objekt an das Verb angehängt werden.